# Бурный (Краснодарский край)
Бурный — посёлок в Мостовском районе Краснодарского края России. Входит в состав Псебайского городского поселения.

## География

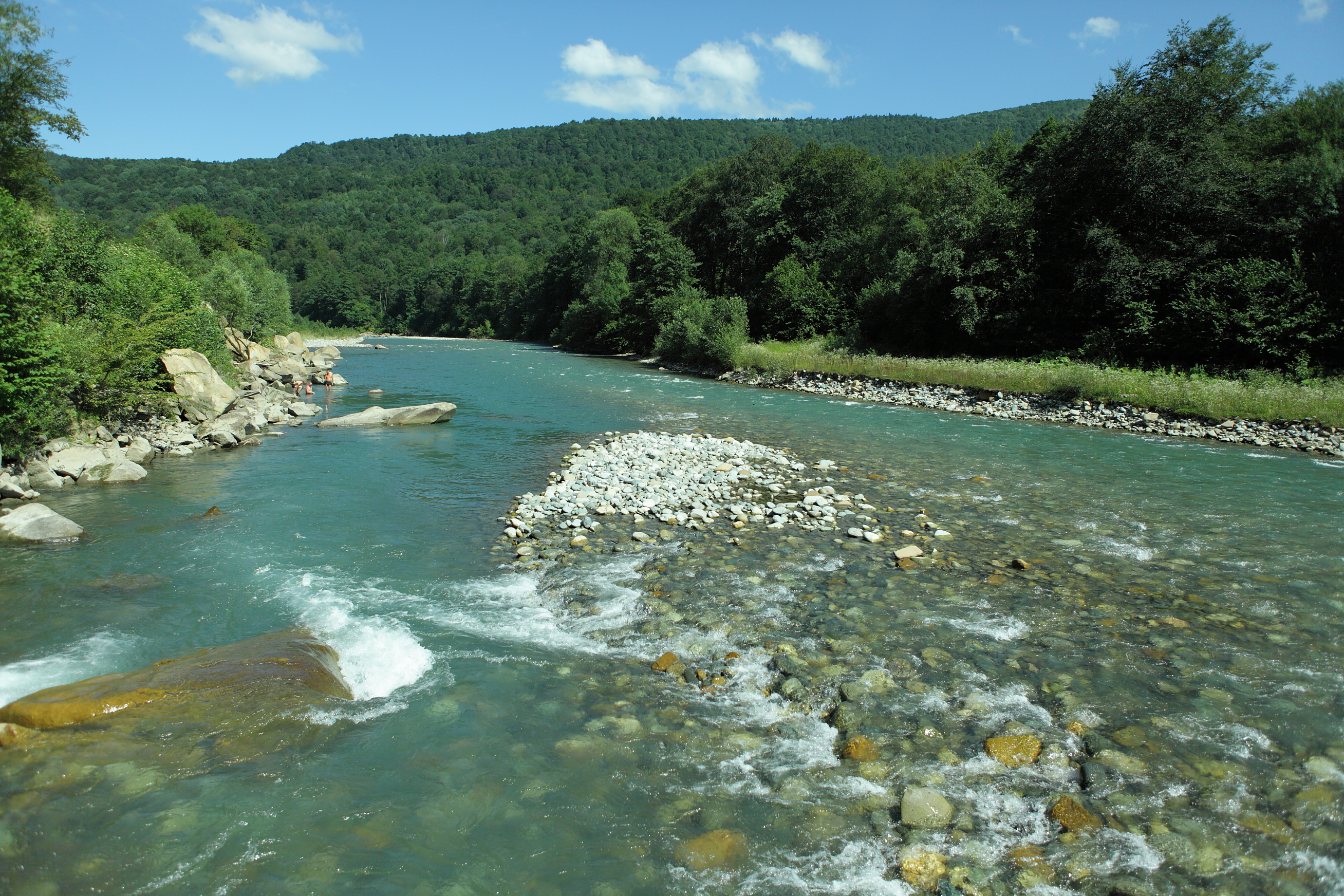
Малая Лаба в посёлке Бурный

Расположен на реке Малая Лаба, в 9 км выше по течению (южнее) посёлка Псебай — центра городского поселения.

## История
Основан как село Бурное в 1867 году.

## Население
| 2002 | 2010 |
| ---- | ---- |
| 74   | ↘34  |

## Улицы
- ул. Главная,
- ул. Лесная.